# Río Quilanlar
El río Quilanlar es un curso natural de agua que fluye con dirección general sur en la isla de Chiloé hasta desembocar en el golfo de Guafo, en el extremo sur de la isla de Chiloé.

## Historia
Luis Risopatrón lo describe en su Diccionario Jeográfico de Chile de 1924:: 734 
Quilanlar (Rio) 43° 20' 74° 00' Recorre campos mui boscosos de mediana altura i pantanosos en algunas partes, corre hacia el S con un ancho medio de 300 m i desemboca en la ensenada de aquel nombre, con una amplitud de 500 m; sus aguas abundan en róbalos i sus riberas en choros i ofrece una barra mui somera. 1, xxi, p. 204-, 206 i 272; i xxxi, carta 159; i 156; i Quitanlar error litográfico en 1, xxi, carta 69.